# Рівняння Гейзенберга
Рівняння Гейзенберга — рівняння, що описує еволюцію квантової спостережуваної гамільтонової системи, отримане Вернером Гейзенбергом в 1925 році. Це рівняння має вигляд:
{\displaystyle {\frac {d}{dt}}A(t)={\frac {i}{\hbar }}[H,A(t)]+\left({\frac {\partial A}{\partial t}}\right)_{H},}
де {\displaystyle \ A} — квантова спостережувана, яка може явно залежати від часу, {\displaystyle \ H} — оператор Гамільтона, а дужки позначають комутатор. У випадку відкритих, дисипативних і негамільтонових квантових систем використовується рівняння Ліндблада для квантової спостережуваної. Якщо в якості спостережуваних взяти оператори координат і імпульсів, то отримаємо квантові аналоги класичних рівнянь Гамільтона.
З цього рівняння випливає, зокрема, рівняння Еренфеста, якщо в якості квантової спостережуваної вибрати середні значення спостережуваних. У класичній механіці аналогом наведеного рівняння Гейзенберга є рівняння Гамільтона.